# 三岔河镇 (凤庆县)
三岔河镇，是中华人民共和国云南省临沧市凤庆县下辖的一个乡镇级行政单位。

## 行政区划
三岔河镇下辖以下地区：
雪华村、光华村、松花村、涌金村、康明村、水田村、明龙村、王平村、棉花林村、秀衣庄村、山头田村、柏木村和大龙潭村。